# Platylister malaicus
Platylister malaicus är en skalbaggsart som först beskrevs av Schmidt 1889.  Platylister malaicus ingår i släktet Platylister och familjen stumpbaggar. Inga underarter finns listade i Catalogue of Life.